# لیام تانکوک
لیام تانکوک (به انگلیسی: Liam Tancock) (زادهٔ ۷ مهٔ ۱۹۸۵) شناگر اهل انگلستان است.